# 住宅展示場

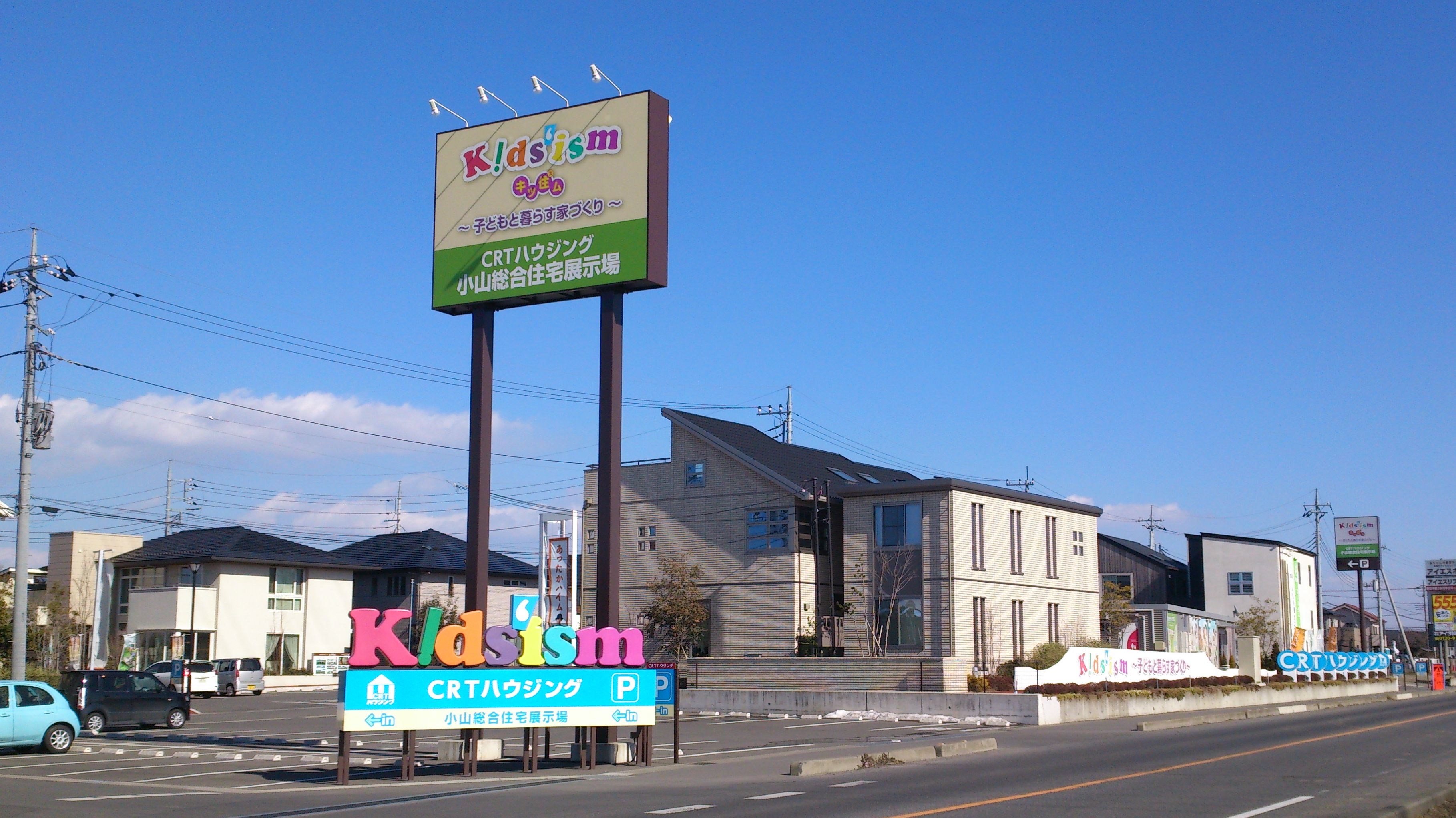
CRTハウジング小山総合住宅展示場「Kids'ism（キッ住ム）」

住宅展示場（じゅうたくてんじじょう）は、一戸建て住宅を建築する際の比較検討のために、実際に住宅を建てて展示してある場所。名称は住宅公園（じゅうたくこうえん）、ハウジングセンターなどとされていることもある。
地価の高い都市部よりも、郊外や、地方の主要都市周辺で纏まった土地が確保できる地域や、海沿いの埋立地、工場跡地などに立地する場合が多い。
民放局の名を冠した、すなわち放送事業者が運営する住宅展示場は、かつて放送法で設置が求められていた非常用第二送信所用地がその後の法規制緩和ですべて遊休地化したか、本社社屋を移転したかの経緯によるものが多い（すべてではない）。

## 形態
ある程度纏まった敷地の中に、複数の大手住宅メーカーがモデル住宅を設営し、来場客に比較検討させる企画意図で存在する。家族連れ客がほとんどのため、子供向けイベントが開催されたり、体験宿泊を行わせたりもしている。
モデル住宅は通常フルオプション状態で展示されているので、自らの予算で建てられる物との違いを正確に把握する必要がある。建設費だけで1棟1億円以上が投じられたモデル住宅も珍しくない。モデル住宅は新製品に対応するため、5−10年で建替えが行われることが多い。そのため仮設住宅扱いであり、電気は通ってるものの瓦斯水道は通っていないことが多い。展示が終了したモデル住宅は、希望者に安価で販売される場合がある（セキスイハイムのリユースハイム等）。
カタログからは判りにくいスケール感や、動線、納まり等を確かめるためには、現物で確認することは無駄ではない。壁や床の構造をカットモデルで見せているものもあるが、品質の優劣を見極め、モデル住宅の通りに施工されるかどうかも厳しく監視すべきである。
それ以前に、モデル住宅の建設維持費も含めた膨大な広告宣伝費が、住宅の販売価格に上乗せされている事実も忘れてはならない。
住宅展示場の企画運営に携わる企業の業界団体「住宅展示場協議会」には、現在16社が加盟している。主にこれらの企業が全国各地で住宅展示場を主催しており、土地選定から住宅メーカーの募集、住宅展示場への集客までトータルに行なっている。中には地元の新聞社・放送局の主催を冠につけている会場もあるが、実際の管理・運営はこれら一部の企業に委託されている。
現在、総合住宅展示場といわれる施設は全国に380箇所余り存在する。
過去には住宅展示場の目印としてアドバルーンがあがっていた。

## 主な住宅展示場
北海道
- 北海道マイホームセンター（北海道新聞社・北海道文化放送ほか、北海道）
- STVハウジングプラザ（札幌テレビ放送（運営は子会社のSTV興発）、北海道札幌市）

東北地方
- 東奥日報・ABAハウジングメッセ弘前（東奥日報・青森朝日放送、青森県弘前市）
- AKTハウジングセンター（秋田テレビ、秋田県秋田市）
- 杜の住宅公園みらいえ（IBC岩手放送・岩手めんこいテレビ、岩手県盛岡市）
- IBCハウジングメッセ北上（IBC岩手放送、岩手県北上市）
- TUY次世代住宅展示場シマカラ（テレビユー山形、山形県山形市）
- KHBマイホームセレクション（東日本放送、宮城県石巻市）
- 利府ハウジングギャラリー（河北新報社・東北放送、宮城県利府町）
- tbcハウジングステーション（東北放送、宮城県仙台市）
- ミヤギテレビ仙台港総合住宅展示場エコノハ（宮城テレビ放送、宮城県仙台市）
- 泉ハウジングパーク寺岡ポルク（河北新報社・仙台放送、宮城県仙台市）
- 福島テレビハウジングプラザ（福島テレビ、福島県）
- TUFマイホームステージふくしま（テレビユー福島、福島県福島市）

関東地方
- うしく住宅展示場（日本経済新聞社（運営は日経社ハビタ21）、茨城県牛久市） - 前身は日本テレビ放送網の子会社日本テレビサービス運営の「日本テレビハウジングプレイスうしく」。
- 日立ハウジングステーション（茨城新聞社（運営はサンフジ企画）、茨城県日立市）
- CRTハウジング（栃木放送、栃木県）
- TBSハウジング（TBSラジオ、関東）
- オークラランド住宅公園（大蔵映画（運営はサンフジ企画）、東京都世田谷区）
- tvkハウジング（テレビ神奈川（運営はサンフジ企画）、神奈川県） - 土地を管理するtvkと独占的にスポンサードする形を採ることによってtvkの商標を借りている。

中部地方
- 日報+BSN住まいの広場（新潟日報社・新潟放送、新潟県）
- TeNY住まいるプラザ（テレビ新潟放送網、新潟県新潟市）
- UXハウジングステーション（新潟テレビ21、新潟県新潟市）
- NST燕三条ハウジングセンター（NST新潟総合テレビ、新潟県燕市）
- FM-NIIGATA LIKEリアル総合住宅展示場（エフエムラジオ新潟、新潟県新潟市）
- SBCハウジングパーク（信越放送、長野県）
- SBSマイホームセンター（静岡放送、静岡県）日本で最も古い住宅展示場
- 一般社団法人ナゴヤハウジングセンター（愛知県日進市、春日井市、名古屋市、豊田市、一宮市、半田市。このうち名古屋市からは撤退しているが、本部を同市内に置いている）
- 中日ハウジングセンター（中日新聞社・東海テレビ放送・東海ラジオ放送ほか。東海地方）
- 中京テレビハウジング（中京テレビ放送、愛知県）
- 八事ハウジング（朝日新聞社、愛知県名古屋市。以前は『メ〜テレ八事ハウジング』の名称で名古屋テレビ放送の運営だった）
- CBCハウジング（CBCテレビ、愛知県。以前は親会社の中部日本放送が運営していた）
- 岐阜ハウジングギャラリー（岐阜新聞社・岐阜放送、岐阜県岐阜市・各務原市・瑞穂市）
- BBTハウジングパークジュートピア（富山テレビ放送、富山県富山市・高岡市）
- 金沢ハウジングセンター（北國新聞社、石川県金沢市・野々市市）
- 住まいの展示場 家の森（福井新聞社・福井テレビジョン放送、福井県福井市）

近畿地方
- ABCハウジング（朝日放送（運営は子会社のABC開発[1]。かつては一時期、同名の単独子会社として運営していた）、近畿・関東）
  - 住宅博（阪急阪神東宝グループ→朝日放送グループ、近畿）
- KTVハウジング（関西テレビ放送、近畿）
- MBSハウジング（毎日放送（運営は子会社のMBS企画）、奈良県・和歌山県）

中国地方
- 広島テレビ住宅展示場（広島テレビ放送、広島県）
- ふれあいホームタウン（第一エージェンシー・広島ホームテレビ〈おのみち・みどりまち〉・広島エフエム放送〈HFMマリーナホップ総合住宅展ぷらっと〉・エフエムふくやま〈かんなべ〉、広島県）
- KRYハウジングサイト（山口放送、山口県）
- tysハウジングプラザ（テレビ山口、山口県）
- RSKハウジングプラザ（RSK山陽放送、岡山県）- RSK山陽放送吉備ラジオ送信所（RSKバラ園）隣接。周辺域は山陽放送グループによって運営される多目的公園として整備されている。
- OHKハウジングパーク（岡山放送、岡山県）

四国地方
- 高松総合住宅展示場シエスタ21（四国新聞社・西日本放送、香川県）
- RNC総合住宅展示場セトラ （西日本放送、香川県高松市・香川県綾歌郡宇多津町）
- 徳島総合住宅展示場・松茂住宅公園（徳島新聞社・四国放送ほか、徳島県）
- RKCスマイルパーク（高知放送、高知県）
- RNB住宅展MASAKI DECK・タピス天山他（南海放送、愛媛県）

九州地方
- KBCマイホーム展（九州朝日放送、福岡県）
- ヒット住宅展示場（西日本新聞社・RKB毎日放送・西日本リビング新聞社（運営は福岡地所）、福岡県）
- RKB住宅展小倉北・小倉南（RKB毎日放送、福岡県北九州市）
- SAGATVハウジングパークパティオ（サガテレビ、佐賀県佐賀市）
- NBCハウジングマルシェ時津ひなみ（長崎放送、長崎県時津町）
- NBCハウジングさせぼ（長崎放送、長崎県佐世保市）
- KTNハウジングギャラリー（テレビ長崎、長崎県諫早市）
- ALPわさだハウジングタウン（大分合同新聞社・大分放送、大分県大分市）
- TOSハウジングメッセ（テレビ大分、大分県大分市）
- OABパークプレイス住宅展示場（大分朝日放送、大分県大分市）
- 熊日RKK住宅展（熊本日日新聞社・熊本放送、熊本県熊本市）
- TKU住宅展示場住まいランド（テレビ熊本、熊本県熊本市）
- TKU八代住宅展示場（テレビ熊本、熊本県八代市）
- KKT総合住宅展示場エコラス（熊本県民テレビ、熊本県熊本市）
- KKT総合住宅展示場NEO（熊本県民テレビ、熊本県荒尾市）
- KAB住まいるパーク（熊本朝日放送、熊本県熊本市）
- UMKハウジングパーク（テレビ宮崎、宮崎県宮崎市）
- MBCハウジングフェア（南日本放送、鹿児島県鹿児島市）
  - MBC国分住宅展（南日本放送、鹿児島県霧島市）
- KTS住宅フェア（鹿児島テレビ放送、鹿児島県鹿児島市、霧島市）
- 南日本ハウジングプラザ（南日本新聞、鹿児島県鹿児島市）

### ユニークな住宅展示場の例
- 阪神パーク甲子園住宅遊園 - 遊園地に住宅展示場を設置。2003年閉鎖。
- 大阪スタヂアム - 野球場（大阪スタヂアム興業の運営。同社はのちに同じ系列の南海不動産へ吸収合併され解散）としての利用が終了したのちにグラウンドが住宅展示場（毎日放送の運営）となった。1998年閉鎖。
- 南大阪住宅展示場 - ヤマト住建が展開する住宅展示場の1つで、貝塚市に在る分譲住宅地「アルファヴール二色の浜」内に在る。2006年から戸建建売住宅を販売していたが2008年秋から注文住宅のみを扱う様に成った。次々と違うタイプのモデルハウスを建てては、数ヶ月から数年で中古住宅として販売しているが、毎回売り方が違い、販売立札やチラシを作らないので売り出し時期も販売価格も判らず、販売開始封印入札方式のオークションや口コミ等で販売している。

### 過去の住宅展示場
- 5きげんハウジング（テレビ岩手、岩手県盛岡市）
- さくらんぼハウジングセンター（さくらんぼテレビジョン、山形県山形市）
- 泉ハウジングパーク紫山（河北新報社・仙台放送、宮城県仙台市）
- ミヤギテレビ多賀城総合住宅展示場（宮城テレビ放送、宮城県多賀城市）
- KHB古川駅前住宅展示場（東日本放送、宮城県古川市）
- KHBいわぬま里の杜（東日本放送、宮城県岩沼市）
- FCTハウジング夢通り（福島中央テレビ、福島県郡山市）
- KFBハウジングパーク（福島放送、福島県郡山市）
- 高崎ハウジングセンター（群馬テレビ、群馬県高崎市）
- 日本テレビ・読売新聞ハウジング・スクウェア新宿（日本テレビ放送網、東京都新宿区） - 現在の新宿イーストサイドスクエア
  - 日本テレビハウジングプレイス（日本テレビ放送網（運営は日本テレビサービス）、東京都杉並区・茨城県牛久市）
- テレビ朝日ハウジングステーション（テレビ朝日、神奈川県横浜市）
- NBSハウジングビレッジ（長野放送、長野県）
- KBSハウジングセンター（京都放送、京都府・滋賀県）
- テレビ和歌山住宅公園（テレビ和歌山、和歌山県）
- TSK住マイルスクエア（山陰中央テレビ、島根県松江市）
- RNC総合住宅展示場セトラ岡山（西日本放送、岡山県岡山市）
- 総合住宅展示場シエスタ観音寺（西日本放送、香川県観音寺市）
- 岡山県総合住宅展示場ハウジングスクエア青江（山陽新聞、岡山県岡山市）
- ななちゃんランド（テレビせとうち、岡山県岡山市）
- RSK住宅公園プレステージ倉敷（山陽放送、岡山県倉敷市）
- RCCモダン住宅展（中国放送、広島県広島市）
- tssプラザ住宅展（テレビ新広島、広島県広島市）
- KSB住宅公園ピノキオの森（瀬戸内海放送、香川県高松市）
- NBCハウジングパーク網場（長崎放送、長崎県長崎市。佐世保市に移転）
- 住まいるパーク（テレビ大分、大分県大分市）
- RBCハウジングプラザ（琉球放送、沖縄県那覇市）
- OTVハウジングパーク（沖縄テレビ放送、沖縄県那覇市）